# Orny VD
| VD ist das Kürzel für den Kanton Waadt in der Schweiz. Es wird verwendet, um Verwechslungen mit anderen Einträgen des Namens Orny zu vermeiden. |

Orny ist eine politische Gemeinde im Distrikt Morges des Kantons Waadt in der Schweiz.

## Geographie
Orny liegt auf 467 m ü. M., 1 km nordöstlich von La Sarraz und 18 km nördlich der Bezirkshauptstadt Morges (Luftlinie). Das ehemalige Strassenzeilendorf erstreckt sich beidseits des Flusses Nozon in einem kleinen Tälchen am Südrand der Orbeebene, im Waadtländer Mittelland.
Die Fläche des 5,6 km² grossen Gemeindegebiets umfasst einen Abschnitt des Waadtländer Mittellandes. Der südwestliche Teil des Gebietes wird vom Tal des Nozon eingenommen, der hier aus dem Jurafussplateau in die Orbeebene hinaustritt. Westlich des Dorfes reicht der Gemeindeboden auf die Höhe Sur Crause (505 m ü. M.), östlich davon auf den Hügel Sur le Mont (504 m ü. M.). Der gesamte nordöstliche Teil der Gemeindefläche umfasst den südlichsten Bereich der landwirtschaftlich intensiv genutzten Orbeebene (hier rund 450 m ü. M.) mit den Überresten des Entrerocheskanals. Die südliche Grenze verläuft auf dem Mormont, einem Querriegel zwischen dem Venogetal und der Orbeebene. Dieser Hügelzug bildet die Wasserscheide zwischen den Einzugsgebieten von Rhone und Rhein. Am Nordhang des Haut du Mormont wird mit 590 m ü. M. der höchste Punkt von Orny erreicht. Von der Gemeindefläche entfielen 1997 4 % auf Siedlungen, 16 % auf Wald und Gehölze, 79 % auf Landwirtschaft und etwas mehr als 1 % war unproduktives Land.
Zu Orny gehören die Hofsiedlung La Bernoise (443 m ü. M.) am Nordfuss des Mormont sowie mehrere Einzelhöfe. Nachbargemeinden von Orny sind Eclépens, La Sarraz, Pompaples und Bavois.

## Bevölkerung
Mit 500 Einwohnern (Stand 31. Dezember 2023) gehört Orny zu den kleinen Gemeinden des Kantons Waadt. Von den Bewohnern sind 90,1 % französischsprachig, 3,9 % deutschsprachig und 3,3 % portugiesischsprachig (Stand 2000). Die Bevölkerungszahl von Orny belief sich 1900 noch auf 302 Einwohner. Nachdem die Bevölkerung bis 1980 auf 193 Personen abgenommen hatte, wurde wieder eine deutliche Bevölkerungszunahme beobachtet.

## Wirtschaft
Orny war bis in die zweite Hälfte des 20. Jahrhunderts ein vorwiegend durch die Landwirtschaft geprägtes Dorf. Noch heute haben der Ackerbau, der Obstbau und die Gemüsekulturen eine wichtige Bedeutung in der Erwerbsstruktur der Bevölkerung. Weitere Arbeitsplätze sind im lokalen Kleingewerbe und im Dienstleistungssektor vorhanden. In den letzten Jahrzehnten hat sich das Dorf auch zu einer Wohngemeinde entwickelt. Viele Erwerbstätige sind deshalb Wegpendler, die hauptsächlich in den umliegenden grösseren Orten arbeiten.

## Verkehr
Die Gemeinde liegt an der Hauptstrasse von La Sarraz nach Orbe. Orny besitzt keine Anbindung an das Netz des öffentlichen Verkehrs. Der nächstgelegene Bahnhof befindet sich in La Sarraz an der Bahnlinie Cossonay-Vallorbe.

## Geschichte
Das Gemeindegebiet von Orny war schon sehr früh besiedelt. Es wurde von einer Römerstrasse durchquert, die Lausanne mit Orbe verband. Aus der römischen Zeit sind Spuren einer Siedlung sowie ein Meilenstein erhalten. Die erste urkundliche Erwähnung des Ortes erfolgte bereits im Jahr 593 unter dem Namen Ornie. Später erschienen zahlreiche weitere Bezeichnungen: Ornei (1012), Orniacum (1105), Hornie (1325), Ornye (1344) und Ornyez (1345). Die Herkunft des Ortsnamens ist unklar. Dieser könnte entweder vom lateinischen Wort ornus (Esche) oder von den Personennamen Orinius oder Aurinius abgeleitet worden sein.
Im Mittelalter gehörte das Dorf den Herren von La Sarraz, welche die Kirche 1177 der Abtei Lac de Joux (L’Abbaye) schenkten. Mit der Eroberung der Waadt durch Bern im Jahr 1536 kam Orny unter die Verwaltung der Vogtei Romainmôtier. Nach dem Zusammenbruch des Ancien Régime gehörte das Dorf von 1798 bis 1803 während der Helvetik zum Kanton Léman, der anschliessend mit der Inkraftsetzung der Mediationsverfassung im Kanton Waadt aufging. 1798 wurde es dem Bezirk Cossonay zugeteilt.

## Sehenswürdigkeiten
Orny besitzt eine bemerkenswerte Kirche, die im Kern auf das 12. Jahrhundert zurückgeht. Die heute reformierte Pfarrkirche Notre-Dame wurde im 14. und 16. Jahrhundert sowie 1845 umgestaltet. Teile des Schiffes und des Chors sind romanisch, die gotische Seitenkapelle stammt aus dem 15. Jahrhundert. Eine Besonderheit stellt der spätmittelalterliche Glockenturm dar mit einem Steindach in Form einer steilen Pyramide.
Südlich der Kirche steht das Schloss, das einst als Pfarrhaus diente und in der Mitte des 18. Jahrhunderts ausgebaut und in einen Herrensitz umgewandelt wurde. Es beherbergt heute ein Alters- und Pflegeheim. Im Ortskern sind einige charakteristische Bauernhäuser aus dem 17. bis 19. Jahrhundert erhalten.